# Bernard Frénicle de Bessy
Bernard Frénicle de Bessy (n. 1604 – 1675) fue un matemático francés nacido en París, quien escribió numerosos trabajos matemáticos, mayormente en teoría de números y combinatoria. La forma estándar de Frénicle, una representación estándar de cuadrados mágicos, fue así denominada después de él. Resolvió muchos problemas creados por Fermat. Estableció que hay 880 formas esencialmente diferentes de cuadrados mágicos de orden 4.
Como Fermat, Frénicle era un matemático aficionado, pero que mantenía comunicación con personajes tales como Descartes, Huygens, Mersenne y el mismo Fermat, que fue su amigo. Sus mayores contribuciones fueron en la teoría de números.
Él retó a Christiaan Huygens a resolver el siguiente sistema de ecuaciones diofánticas:
{\displaystyle {\begin{cases}x^{2}+y^{2}=z^{2}\\x^{2}=u^{2}+v^{2}\\x-y=u-v\end{cases}}}
Théophile Pépin dio con una solución en 1880.

## Publicaciones

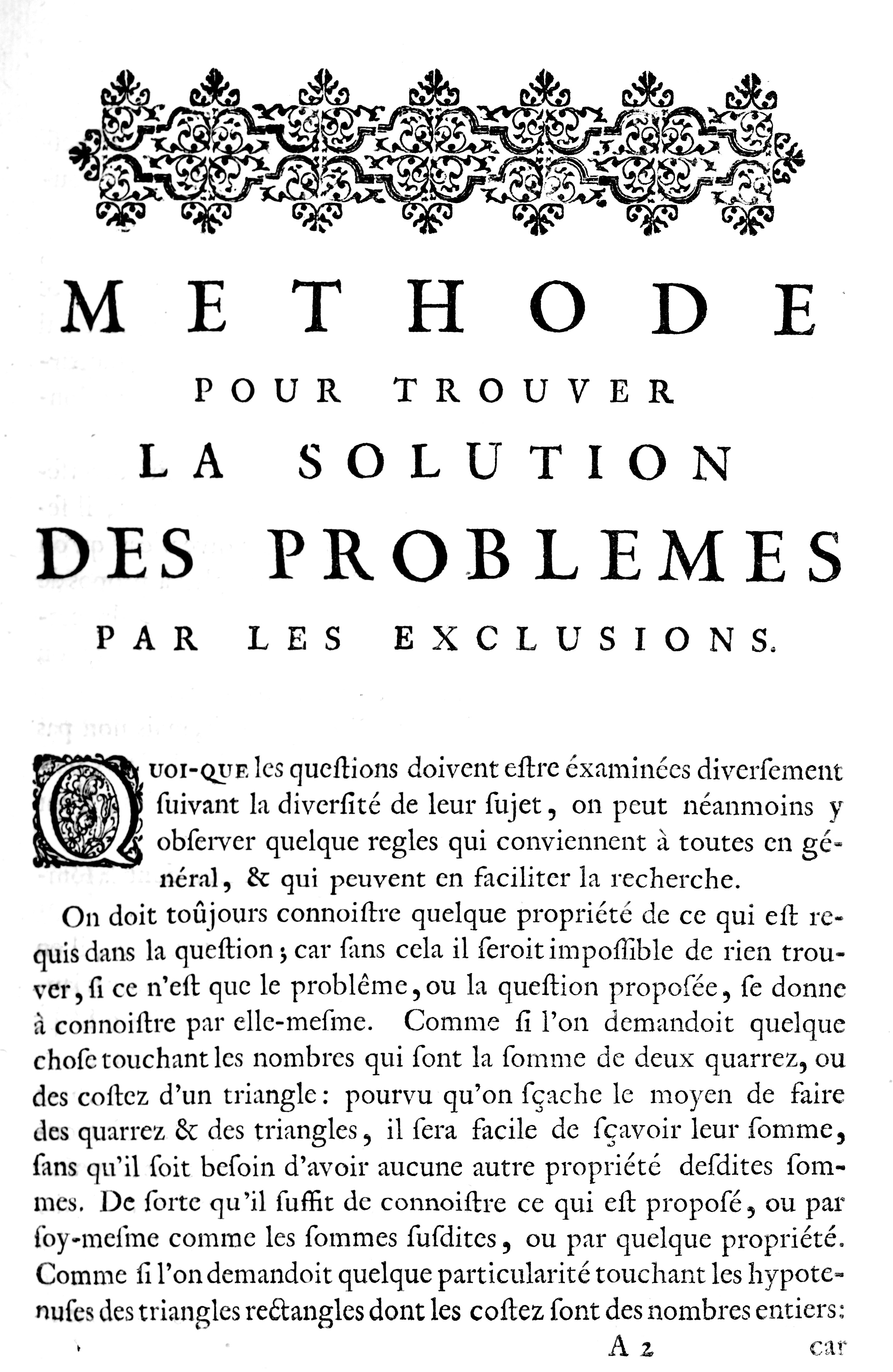
Méthode pour trouver la solution ….

- Calcul astronomic et figure de l'éclipse de soleil qui arrivera le 12 aoust 1654 (1654)
- Solutio duorum problematum circa números cubos & quadratos, quae tanquam insolubilia universis Europae mathematicis a clarissimo viro D. Fermat sunt proposita, & ad D. Cl. M. Laurenderium doctorem medicum transmissa. A D. B. F. D. B. inventa. Nec non. Alia dúo problemata numérica a D. Cl. M. Laurenderio vicissim proposita, cum quibusdam solutionibus ab eodem D. F. D. B. datis. His accessit. Inquisitio in solutionem prioris problematis à D. Francisco à Schooten in academia Lugduno Bátava matheseos professore datam. In qua continentur. Sex aliae solutiones prioris problematis terminis analiticis ab eodem D. B. F. sub forma problematis datae. Insuper et. Solutio alterius problematis ab eodem Cl. viro D. Fermat circa números unitate à quadrato deficientes propositi, cum ipsius solutionis constructione (1657)
- Traité des triangles rectangles en nombres, dans lequel plusieurs belles propriétés de ces triangles sont démontrées par de nouveaux príncipes (1676 et 1677) Texte en ligne
- Méthode pour trouver la solution des problèmes par les exclusions. Abrégé des combinaisons. Des Quarrez magiques. Contenido en Divers ouvrages de mathématiques et de physique, par MM. de l'Académie royale des sciences (1693)

## Reconocimientos
En 1666, fue nombrado miembro de la Academia Real de las Ciencias.
En 1973, fue reconocido póstumamente por la Sociedad Matemática Americana por su trabajo en combinatoria.